# Icons of the New Days
Icons of the New Days je třetí studiové album španělské heavymetalové hudební skupiny Lords of Black. Vydáno bylo 11. května 2018 prostřednictvím společnosti Frontiers Records. Album bylo produkováno kytaristou skupiny Tonym Hernandem a Rolandem Grapowem. Poslední jmenovaný se postaral také o závěrečný mixing a mastering. Texty písní jsou zaměřeny především na umělou inteligenci a na její vliv na lidstvo. Autorem přebalu alba je umělec Felipe Machado.
Jde o poslední album skupiny nahrané s původním zpěvákem Ronniem Romerem, jenž kapelu opustil na začátku roku 2019.

## Seznam skladeb
| Pořadí         | Název                         | Délka |
| -------------- | ----------------------------- | ----- |
| 1.             | World Gone Mad                | 6:48  |
| 2.             | Icons of the New Days         | 4:49  |
| 3.             | Not in a Place Like This      | 4:18  |
| 4.             | When a Hero Takes a Fall      | 5:04  |
| 5.             | Forevermore                   | 6:04  |
| 6.             | The Way I'll Remember         | 5:09  |
| 7.             | Fallin'                       | 4:25  |
| 8.             | King's Reborn                 | 7:58  |
| 9.             | Long Way to Go                | 4:56  |
| 10.            | The Edge of Darkness          | 6:30  |
| 11.            | Wait No Prayers for the Dying | 4:55  |
| 12.            | All I Have Left               | 11:34 |
| Celková délka: | Celková délka:                | 72:30 |

## Obsazení
- Ronnie Romero – zpěv
- Tony Hernando – kytara
- Andy C. – bicí
- Daniel Criado – baskytara

Technická podpora
- Roland Grapow – produkce, mix, mastering
- Felipe Machado – přebal alba